# Hampshire (Schiff, 1905)
Die HMS Hampshire war ein Panzerkreuzer der Devonshire-Klasse der britischen Royal Navy. Sie war bei der Werft Armstrong-Whitworth in Elswick gebaut worden, lief am 24. September 1903 als erster Kreuzer der Klasse vom Stapel und wurde wie ihre fünf Schwesterschiffe 1905 in Dienst gestellt. Zu Beginn des Weltkrieges war sie auf der China Station, verlegte aber schon im ersten Kriegsjahr über verschiedene Stationen in die Heimat.
Am 5. Juni 1916 sank sie nach einem Minentreffer in der Nähe der Orkneys, als sie den britischen Kriegsminister, Lord Kitchener, nach Russland bringen sollte. Von mehr als 600 Mann Besatzung erreichten nur zwölf auf zwei Carley-Flößen die Küste; Kitchener und seine Mitarbeiter starben.

## Baugeschichte
Die HMS Hampshire war eines von sechs Schiffen der Devonshire-Klasse. Diese von 1902 bis 1905 gebaute Panzerkreuzerklasse war der Versuch, die vorangehende Monmouth-Klasse zu verbessern.

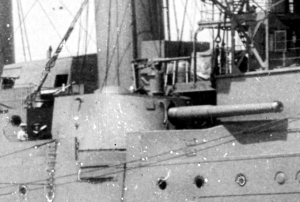
Seitenturm, hier auf Antrim

Die beiden 152-mm-Doppeltürme dieser Klasse wurden durch 191-mm-(7,5-Zoll)-Einzeltürme ersetzt. Noch während des Baues der Schiffe entschied man, auch die vorderen übereinander geplanten Kasematten durch zwei weitere Einzeltürme zu ersetzen. Damit erhielten die Kreuzer eine Bewaffnung, die den Panzerkreuzern anderer Marinen ebenbürtig war und ihnen gegenüber kleineren Kreuzern ein Artillerieübergewicht verschaffte. Die schwerere Artillerie führte nur zu einem geringen Größenzuwachs. Die Panzerung der Schiffe war zwar dicker, dafür aber auch schmaler. Antriebsmäßig wurde die Klasse für die Erprobung verschiedener Kesselarten genutzt. In den vorderen Räumen standen Wasserrohrkessel in nach Hersteller verschiedener Ausführung. Der hinterste Kesselraum hatte bei allen Schiffen sechs Zylinderkessel. Äußerlich kehrte die Royal Navy mit der Hampshire und ihren Schwestern wieder zu vier Schornsteinen zurück.
Die Klasse wird in der Literatur immer als Devonshire-Klasse bezeichnet, deren Kiellegung am 25. März 1902 beim Chatham Dockyard als erstes Schiff erfolgte. Die Kiellegung der fünf Schwesterschiffe erfolgte bis zum 1. Oktober des Jahres auf fünf weiteren Werften, die der HMS Hampshire am 1. September 1902 auf der Armstrong-Werft am Tyne, wo der Panzerkreuzer am 4. September 1903 als erstes Schiff der Klasse vom Stapel lief. Am 15. Juli 1905 wurde sie dann als drittes Schiff der Klasse in den Dienst der Royal Navy übernommen.

## Einsatzgeschichte
Die HMS Hampshire diente anfangs in der Channel Fleet beim 1. Kreuzergeschwader zusammen mit vier Schwesterschiffen (bis auf die im Mittelmeer eingesetzte Carnarvon). Im Dezember 1908 wurde sie zu einer Überholung in Portsmouth außer Dienst gestellt. Im August 1909 kam sie für die 3. Division der Home Fleet wieder in Dienst, wo sie wieder mit vier Schwesterschiffen eingesetzt wurde (nur die Argyll war bei der Atlantikflotte). 1911 verlegte die Hampshire zum 6. Kreuzergeschwader bei der Mittelmeerflotte. Wegen der angespannten Lage in China wurde sie aber bald weiter auf die China-Station verlegt, wo sie bis zum Kriegsbeginn 1914 verblieb.

### Kriegseinsatz
Am 26. Juli 1914 traf die Hampshire im Hauptverband der China Station von einer Reise u. a. nach Wladiwostok zusammen mit Minotaur, Yarmouth und fünf Zerstörern wieder in Weihawei ein. Um ihre Vorräte zu ergänzen, liefen die Schiffe weiter nach Hongkong, das am 6. August zusammen mit Triumph, Newcastle, dem französischen Kreuzer Dupleix und weiteren Einheiten verlassen wurde, um deutsche Einheiten und deren Versorger zu stellen.
Auf See trennten sich Minotaur, Newcastle und Hampshire vom Verband und versuchten, die Emden auf dem Weg zum Kreuzergeschwader abzufangen, die kurz zuvor den deutschen Stützpunkt Tsingtau verlassen hatte. Die Hampshire stellte dabei am 11. August den Versorgungsdampfer Elsbeth (1651 BRT, 1800 t Kohle, Reederei Jebsen), der am 31. Juli aus Tsingtau abgegangen war, und versenkte ihn. Die Hampshire wurde dann nach Hongkong entlassen, um dort zu docken, da sie übermäßig viel Kohle verbrauchte. Diese Eigenschaft hatten alle Schiffe der Devonshire-Klasse, weshalb sie auch kaum auf Überseestationen eingesetzt wurden. Der in Richtung Tsingtau laufende Verband der sonstigen britischen Schiffe mit dem Linienschiff Triumph sollte durch seinen Funkbetrieb den Eindruck erwecken, die Kreuzer wären noch bei ihm. Minotaur und Newcastle liefen weiter nach Yap und zerstörten die deutsche Funkstation, ohne weitere deutsche Schiffe zu finden.
Die Schiffe der China Station kontrollierten dann den Schiffsverkehr von der chinesischen Küste, um eine weitere Versorgung unmöglich zu machen, ohne zu wissen, wo das deutsche Kreuzergeschwader unter Vizeadmiral Graf Spee tatsächlich verblieben war. Bei Kriegseintritt Japans gab die Royal Navy die Sicherung nördlich von Hongkong auf. Die Minotaur, Hampshire und Yarmouth suchten jetzt die Küsten Javas und Sumatras ab, wobei sie bald noch von den japanischen Kreuzern Ibuki und Chikuma unterstützt wurden.
Als am 15. September 1914 die ersten Nachrichten über einen Einsatz der Emden im Golf von Bengalen bekannt wurden, lief die Hampshire dorthin und koordinierte die Suche unterstützt von Yarmouth und Chikuma, während Minotaur und Ibuki vor Indonesien patrouillierten, um einen Rückmarsch der Emden in den Pazifik zu verhindern.
Während des ersten Anzac-Konvois mit 38 Transportern, die etwa 30.000 australische und neuseeländische Soldaten und 10.000 Pferde nach Ägypten transportieren sollten, wurde der leichte Kreuzer HMAS Sydney zu den Kokosinseln geschickt, die von der Emden angegriffen wurden, und konnte den deutschen Kreuzer am 9. November 1914 dort ausschalten. Damit gab es keine unmittelbare Bedrohung des Geleitzuges mehr und die Hampshire übernahm am 13. November vor Colombo die Führung, während der bisherige Führungskreuzer Minotaur nach Südafrika geschickt wurde, um gegebenenfalls das Geschwader Spees zu stoppen, das an der Westküste Südamerikas das Geschwader Cradocks ausgeschaltet hatte. Die Hampshire begleitete die australischen und neuseeländischen Truppen nach Sues und lief dann weiter in die Heimat, wo sie am 11. Januar 1915 in Plymouth eintraf.
Im Januar 1915 wurde sie dann dem 7. Kreuzergeschwader zugeteilt und im November 1915 in das Weiße Meer zum Handelsschutz abgeordnet. Nach Rückkehr kam die Hampshire zum 2. Kreuzergeschwader mit Minotaur als Flaggschiff, der Cochrane und der Shannon, das mit der Grand Fleet am 31. Mai 1916 zum Skagerrak marschierte, aber nicht aktiv in die Schlacht eingriff.
Nach der Schlacht nahm sie den britischen Kriegsminister, Lord Kitchener, mit seinem Stab an Bord, um ihn nach Nordrussland zu bringen, von wo er zu Verhandlungen nach Sankt Petersburg weiterreisen wollte.

## Der Verlust der Hampshire
Lord Kitchener ging mit seinem Stab in Scapa Flow an Bord der Hampshire, um nach Archangelsk zu kommen. Da ein starker Sturm herrschte, sollte der Kreuzer durch den Pentland Firth laufen und dann nach Norden entlang der westlichen Küste der Orkneys. Dieser Kurs sollte so viel Schutz gewähren, dass die Begleitzerstörer mit der Hampshire Schritt halten könnten. Die Hampshire ging um 16:45 Uhr ankerauf und traf etwa eine Stunde später die beiden Zerstörer der Acasta-Klasse, HMS Unity und HMS Victor. Als der Verband Fahrt aufnahm, war der Sturm stärker geworden und der Wind hatte seine Richtung leicht verändert, so dass die gewählte Route keine Vorteile mehr bot und die Zerstörer sofort zurückfielen. Da es unwahrscheinlich erschien, dass feindliche Unterseeboote bei dem Wetter angreifen würden, entließ der Kommandant die Zerstörer.
Als die Hampshire gegen 19:40 Uhr etwa 2,4 km vor Orkney zwischen Brough of Birsay und Marwick Head stand, ereignete sich eine Explosion und sie bekam sofort Schlagseite nach Steuerbord. Zwischen Bug und Brücke hatte der Kreuzer ein riesiges Leck und die Rettungsboote konnten wegen der schweren See und der Schlagseite nicht zu Wasser gebracht werden. Etwa 15 Minuten später sank die Hampshire auf der Position 59° 7′ N, 3° 23′ W. Nur zwölf Männer auf zwei Carley-Flößen erreichten die Küste; Kitchener und seine Mitarbeiter gingen verloren. Auch der Kommandant des Schiffs, der 46-jährige Herbert John Savill von der Royal Navy, kam ums Leben.
Die Gräber der über 100 tot angetriebenen Seeleute befinden sich auf dem Lyness Royal Naval Cemetery auf der Insel Hoy (Orkney) mit einem Gedenkstein. 737 Mann kamen ums Leben.
Die Hampshire war auf eine der Minen gelaufen, die das deutsche Unterseeboot U 75 unter Kurt Beitzen kurz vor der Skagerrakschlacht am 28. Mai 1916 gelegt hatte, um eine der Ausfahrten aus Scapa Flow zu blockieren.

## Angeblicher Anschlag auf Kitchener

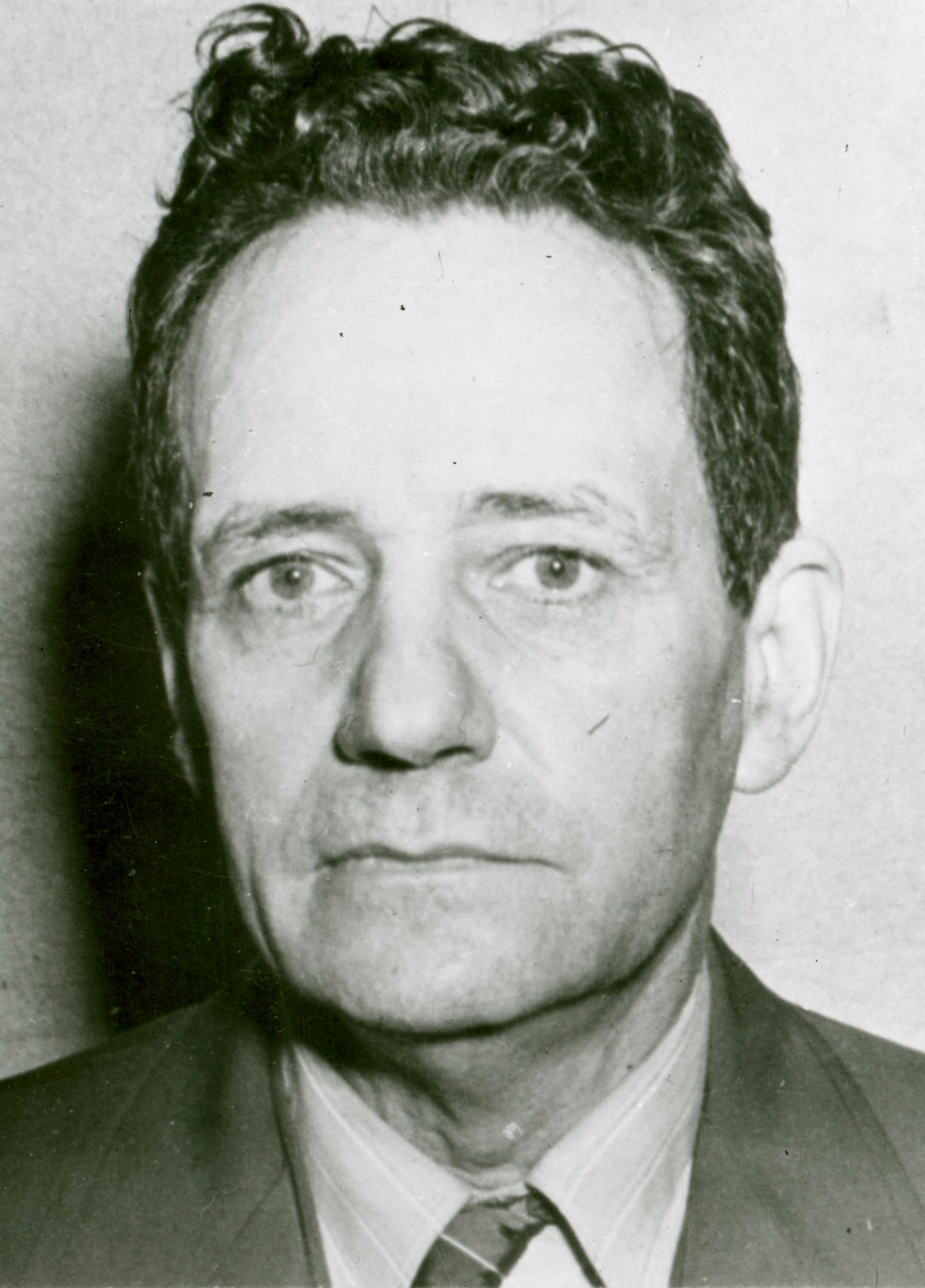
Frederick „Fritz“ Joubert Duquesne, Foto des FBI. Duquesne-Spionagering.

Der deutsche Spion Fritz Joubert Duquesne behauptete, die Versenkung des Schiffes gesteuert zu haben. Angeblich erhielt er dafür das Eiserne Kreuz. Wenig nachvollziehbar erscheint eine Darstellung von William Faro, der behauptet, Duquesne sei in Schottland dem Schiff zugestiegen und habe einem deutschen U-Boot ein Signal gegeben, als Kitcheners Schiff sich näherte. Er habe sich vor der Versenkung auf einem Rettungsboot in Sicherheit gebracht.